# Studánka (okres Tachov)
Studánka (německy Schönbrunn) je obec v okrese Tachov v Plzeňském kraji. Nachází se v průměrné nadmořské výšce okolo 611 metrů v pohoří Český les asi dva kilometry západně od Tachova. Žije zde 576 obyvatel.

## Historie
První písemná zmínka o obci pochází z roku 1407. Nejpozději od roku 1470 zde stála tvrz jednoho z manů (rytířů) tachovského manského obvodu. Ten se spolu s Chody a s dalšími tachovskými many podílel na ochraně hranic.

## Obyvatelstvo
| Rok            | 1869 | 1880 | 1890 | 1900 | 1910 | 1921 | 1930 | 1950 | 1961 | 1970 | 1980 | 1991 | 2001 | 2011 | 2021 |
| -------------- | ---- | ---- | ---- | ---- | ---- | ---- | ---- | ---- | ---- | ---- | ---- | ---- | ---- | ---- | ---- |
| Počet obyvatel | 862  | 705  | 683  | 742  | 819  | 812  | 828  | 286  | 265  | 328  | 342  | 357  | 387  | 462  | 504  |
| Počet domů     | 100  | 103  | 118  | 120  | 130  | 136  | 160  | 90   | 76   | 85   | 96   | 105  | 115  | 140  | 166  |

## Obecní správa
Mezi lety 1850–1980 byla Studánka obcí v okrese Tachov. Od 1. července 1980 do 23. listopadu 1990 patřila jako část města k Tachovu a od 24. listopadu 1990 je opět samostatnou obcí.

### Obecní symboly
Znak a vlajka byly obci uděleny rozhodnutím předsedy Poslanecké sněmovny Parlamentu České republiky dne 11. května 2006.

## Pamětihodnosti
- Sousoší svaté Rodiny
- Socha svatého Jiří
- Boží muka